# Papcel
PAPCEL, a.s. je litovelský průmyslový podnik zabývající se výrobou strojů pro zpracování papíru.

## Historie
Firma vznikla v roce 1950. Posléze se jejím majitelem stal podnikatel David Dostál prostřednictvím své společnosti VEGA-HSH. Za jeho působení firma obchodovala například s Ruskem. Když se roku 2012 dostal do finančních obtíží španělský konkurent Gorostidi, koupila společnost Papcel jak jeho značku, tak také získala jeho know-how. O dva roky později (2014) se společnosti navíc podařilo převzít také francouzskou firmu ABK. Aby mohl Papcel i nadále expandovat, rozhodl se David Dostál prodat polovinu své firmy podnikateli Tomáši Krskovi a jeho finanční skupině Bohemia Industry. K transakci došlo 27. února 2017. V té době Papcel řadili zástupci kupce mezi pět největších firem světa ve svém oboru. Od této změny si Papcel sliboval vyšší možnost proniknutí na asijské trhy, například do Íránu nebo do jihovýchodní Asie.
V roce 2018 se ale společnost dostala do finančních potíží. Vliv na to mělo Papcelu zrušení několika již nasmlouvaných objednávek a to především z důvodu nedobré finanční kondice objednavatelů. Zároveň firmu Papcel oslaboval spor mezi svými dvěma akcionáři a vedle toho navíc ještě řešil arbitráž, kterou vůči němu od předchozího roku (2017) vedl jeden z jeho běloruských zákazníků. Následkem toho se firma stala nedůvěryhodnou pro banky a ty jí tak odmítly financovat její činnost. Během března 2019 skončily spory akcionářů prodejem části vlastněné podnikatelem Krskem zpět druhému akcionáři Davidu Dostálovi. S ohledem na finanční těžkosti se firma v polovině září 2019 dostala do úpadku, který sama na sebe vyhlásila. V té době totiž svým věřitelům dlužila 418 milionů korun. V závěru listopadu 2019 projevila německá společnost Bellmer, podnikající v totožném oboru jako Papcel, zájem o výrobní haly litovelské firmy a o část jejích zaměstnanců s vidinou odkoupení i zbývající části Papcelu. Na počátku ledna 2020 nahlásili věřitelé pohledávky vůči Papcelu ve výši 1,7 miliardy korun a soud tak poslal Papcel do konkurzu.